# Klemen Ferlin
Klemen Ferlin (født 26. juni 1989 i Ljubljana, Slovenien) er en slovensk håndboldspiller som spiller for RK Celje og Sloveniens herrehåndboldlandshold.
Han deltog under EM i håndbold 2020 i Sverige/Østrig/Norge.